# Millard Mitchell
Pour les articles homonymes, voir Mitchell.
Millard Mitchell est un acteur américain, né le 14 août 1903 à La Havane (Cuba), mort le 13 octobre 1953 à Santa Monica (Californie).

## Biographie
Il naît en 1903 à La Havane (Cuba) de parents américains. Il entame sa carrière dans les années 1930 en faisant du théâtre et de la radio à New York. Il obtient son premier vrai rôle en 1942 dans Mr. and Mrs. North de Robert B. Sinclair. On retient surtout son rôle du producteur dans la comédie musicale Chantons sous la pluie (1952).
Il meurt l'année suivante d'un cancer du poumon, à l'âge de 50 ans.

## Filmographie
- 1931 : What Price Pants ? : Secrétaire -cm-
- 1931 : Secrets of a Secretary de George Abbott : Ivrogne
- 1931 : My Sin de George Abbott  : Soldat
- 1931 : A Lesson in Love
- 1931 : The Cheat de George Abbott : Spectateur du procès
- 1932 : Singapore Sue : Second navigateur
- 1936 : Dynamite Delaney de Joseph Rothman
- 1942 : Mr. and Mrs. North de Robert Sinclair : Inspecteur Mullins
- 1942 : Grand Central Murder de S. Sylvan Simon : Inspecteur Arthur Doolin
- 1942 : Little Tokyo, U.S.A. de Otto Brower : George 'Sleepy' Miles
- 1942 : La Poupée brisée (The Big Street) de Irving Reis : Gentleman George
- 1942 : Get Hep to Love de Charles Lamont : McCarthy
- 1942 : Au coin de la Quarante-Quatrième rue (The Mayor of 44th Street) d'Alfred E. Green : Herman
- 1943 : Dixie Dugan de Otto Brower : victime d'accident
- 1943 : L'Amour travesti (Slightly dangerous) de Wesley Ruggles : Baldwin
- 1946 : Mr. and Mrs. North (TV)
- 1946 : Le Gars épatant (Swell Guy) de Frank Tuttle : Steve
- 1947 : Le Carrefour de la mort (Kiss of Death) de Henry Hathaway : Shelby
- 1947 : Othello (A Double Life) de George Cukor : Al Cooley
- 1948 : La Scandaleuse de Berlin (A Foreign Affair) de Billy Wilder : Colonel Rufus J. Plummer
- 1949 : Les Bas-fonds de Frisco (Thieves' Highway) de Jules Dassin : Ed Prentiss
- 1949 : Si ma moitié savait ça (Everybody Does It) de Edmund Goulding : Mike Craig
- 1949 : Un homme de fer (Twelve O'Clock High) de Henry King : Major Général Ben Pritchard
- 1950 : La Cible humaine (The Gunfighter) de Henry King : Marshal Mark Strett
- 1950 : Winchester '73 de Anthony Mann : Frankie Wilson
- 1950 : Convicted de Henry Levin : Malloby
- 1950 : La Bonne combine (Mister 880) de Edmund Goulding : 'Mac' McIntire
- 1951 : La marine est dans le lac (You're in the Navy Now) de Henry Hathaway : Larrabee
- 1951 : Proprement scandaleux (Strictly Dishonorable) de Melvin Frank : Bill Dempsey
- 1951 : Le Jour où la Terre s'arrêta (The Day the Earth Stood Still) de Robert Wise : Général Cutler (voix)
- 1952 : My Six Convicts de Hugo Fregonese : James Connie
- 1952 : Chantons sous la pluie de Stanley Donen et Gene Kelly : R.F. Simpson
- 1953 : L'Appât de Anthony Mann : Jesse Tate
- 1953 : Il y aura toujours des femmes (Here Come the Girls) de Claude Binyon : Albert Snodgrass

## Distinction
- 1953 : Golden Globe Award : Meilleur acteur dans un second rôle pour Mes six forçats (My Six Convicts).